# Polysphincta shabui
Polysphincta shabui är en stekelart som beskrevs av Ian D. Gauld 1991. Polysphincta shabui ingår i släktet Polysphincta och familjen brokparasitsteklar. Inga underarter finns listade i Catalogue of Life.